# Eupteryx nemoricola
Eupteryx nemoricola är en insektsart som beskrevs av Rauno E. Linnavuori 1962. Eupteryx nemoricola ingår i släktet Eupteryx och familjen dvärgstritar.
Artens utbredningsområde är Israel. Inga underarter finns listade i Catalogue of Life.